# Eulophinusia facies
Eulophinusia facies är en stekelart som först beskrevs av Girault 1915.  Eulophinusia facies ingår i släktet Eulophinusia och familjen finglanssteklar. Inga underarter finns listade i Catalogue of Life.